# Apolysis flavifemoris
Apolysis flavifemoris är en tvåvingeart som först beskrevs av Hesse 1975.  Apolysis flavifemoris ingår i släktet Apolysis och familjen svävflugor. Inga underarter finns listade i Catalogue of Life.